# Switched-On Bach
Albums de Wendy Carlos
Switched-On Bach II
(1973)
Switched-On Bach est un album de Wendy Carlos reprenant des œuvres de Jean-Sébastien Bach jouées au synthétiseur. Il est sorti en 1968. Son titre, qu'on peut traduire par « Bach branché », est autant une expression à la mode qu'une allusion au contenu de l'album et à l'instrument électronique que Carlos utilise pour interpréter ces classiques, un synthétiseur modulaire Moog. Cet album a remporté un grand succès.

## Histoire
Jean-Jacques Perrey (qui deviendra plus tard un promoteur du Moog et contribuera à populariser les musiques électroniques) avait déjà sorti en 1960 son 45 tours Monsieur Ondioline, jouant sur sa fameuse ondioline, un ancêtre du Moog apparu dans les années 1940.
Mais le synthétiseur modulaire Moog est beaucoup plus perfectionné, produisant une palette de sons jusqu'alors inconnus.
La pochette de l'album, résolument anachronique, présente un homme habillé en costume et perruque, ressemblant à s'y méprendre à certaines représentations de Jean-Sébastien Bach, dans un décor XVIIIe siècle. Derrière lui se trouve le fameux synthétiseur modulaire Moog, révolutionnaire clavecin du XXe siècle.

## Liste des titres
| Face 1 | Face 1                                | Face 1   | Face 1 | Face 1 | Face 1 | Face 1 | Face 1 | Face 1 | Face 1 |
| No     | Titre                                 | Auteur   | Durée  |        |        |        |        |        |        |
| ------ | ------------------------------------- | -------- | ------ | ------ | ------ | ------ | ------ | ------ | ------ |
| 1.     | Sinfonia To Cantata N°29              | J.S Bach | 3:27   |        |        |        |        |        |        |
| 2.     | Air On A G String                     | J.S Bach | 2:33   |        |        |        |        |        |        |
| 3.     | Two - Part Invention In F Major       | J.S Bach | 0:43   |        |        |        |        |        |        |
| 4.     | Two - Part Invention In B-Flat Major  | J.S Bach | 1:31   |        |        |        |        |        |        |
| 5.     | Two - Part Invention In D Minor       | J.S Bach | 0:53   |        |        |        |        |        |        |
| 6.     | Jesus, Joy Of Man's Desiring          | J.S Bach | 2:58   |        |        |        |        |        |        |
| 7.     | Prelude And Fugue N°7 In E-Flat Major | J.S Bach | 7:12   |        |        |        |        |        |        |
| 17:21  |                                       |          |        |        |        |        |        |        |        |

| Face 2 | Face 2                                              | Face 2   | Face 2 | Face 2 | Face 2 | Face 2 | Face 2 | Face 2 | Face 2 |
| No     | Titre                                               | Auteur   | Durée  |        |        |        |        |        |        |
| ------ | --------------------------------------------------- | -------- | ------ | ------ | ------ | ------ | ------ | ------ | ------ |
| 1.     | Prelude And Fugue N°2 In C Minor                    | J.S Bach | 2:45   |        |        |        |        |        |        |
| 2.     | Chorale Prelude "Wachet Auf"                        | J.S Bach | 3:38   |        |        |        |        |        |        |
| 3.     | Brandenburg Concerto N°3 In G Major Fist Movement   | J.S Bach | 6:30   |        |        |        |        |        |        |
| 4.     | Brandenburg Concerto N°3 In G Major Second Movement | J.S Bach | 2:52   |        |        |        |        |        |        |
| 5.     | Brandenburg Concerto N°3 In G Major Third Movement  | J.S Bach | 5:14   |        |        |        |        |        |        |
| 20:59  |                                                     |          |        |        |        |        |        |        |        |

## Musiciens
- Wendy Carlos : synthétiseur Moog
- Benjamin Folkman : assistant